# 러브 크로아티아
《러브 크로아티아》는 아나운서 출신 오정연과 최송현이 함께 출연하는 여행 프로그램이다.

## 프로그램 소개
- 대한민국의 유명 방송국 아나운서 출신 오정연, 최송현이 크로아티아로 떠난다! 발칸 반도의 영원한 보석, 유럽인들이 꼭 한 번 방문하고 싶은 휴양지로 손꼽히는 나라 크로아티아! 영화 아바타의 모티브가 된 플리트비체 호수 국립공원이나 달마티아 해변에 자리한 두브로브니크는 스티브 잡스나 빌 게이츠 등 세계의 부호들이 즐겨 찾는 휴양지로 알려져 있다. 작년 케이블 방송에서의 프로그램을 통해 한국인이 가장 방문하고 싶은 나라로 인기 급상승 중이기도 한데, 대한민국의 유명 방송국 아나운서 출신 오정연, 최송현이 크로아티아로 떠난다. 요트를 타고 떠나는 그녀들의 우정 여행! 크로아티아의 대표적인 섬을 돌며 그곳이 숨겨진 매력을 파헤쳐본다.